# Memory Motel
"Memory Motel" is een nummer van de Britse band The Rolling Stones. Het nummer verscheen als de vierde track op hun album Black and Blue uit 1976.

## Achtergrond

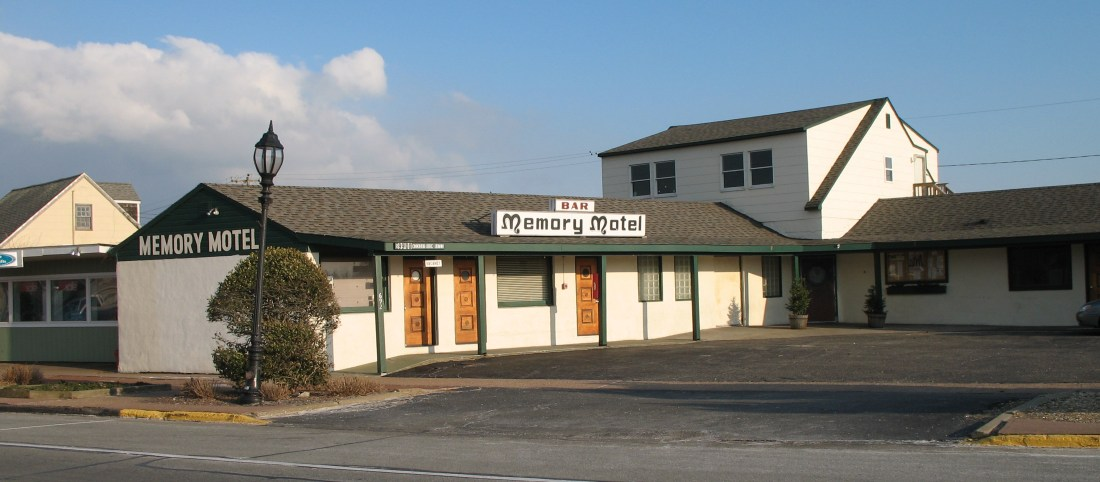
Het Memory Motel in Montauk, de vermeende inspiratiebron voor het nummer.

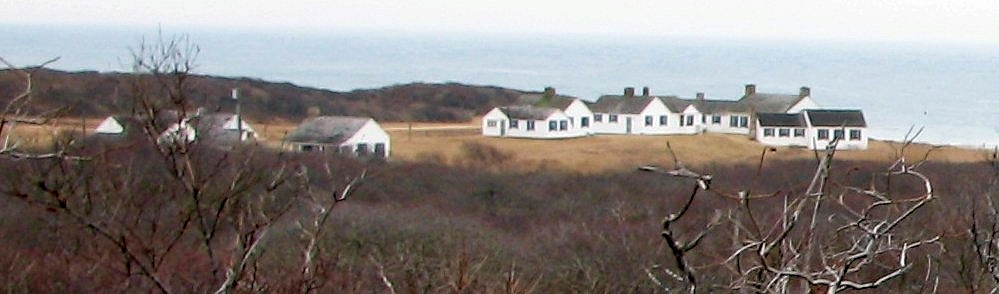
Het huis van Andy Warhol in Eothen, waar Jagger en Richards het nummer schreven.

"Memory Motel" is geschreven zanger Mick Jagger en gitarist Keith Richards en geproduceerd door The Glimmer Twins, een pseudoniem van Jagger en Richards. Het is een van de weinige nummers van de band waarop beide bandleden de leadzang delen. Het duurt ruim zeven minuten en is daarmee een van de langste nummers van de groep. Jagger schreef het voorafgaand aan de tournee van de Rolling Stones door Noord-Amerika in 1975, toen hij met Richards in het huis van Andy Warhol in Montauk verbleef. Hij maakte het af tijdens de tournee, wat verwerkt is in de tekst: Jagger beschrijft dat hij moet vertrekken naar Baton Rouge, waar de band twee opwarmshows speelde, en beschrijft de ervaringen van de tournee.
De titel "Memory Motel" is afkomstig van een echt hotel in Montauk. De tekst van het nummer gaat over een liefde die ontstond na een onenightstand in het motel. De vrouw in kwestie is een sterke, onafhankelijke vrouw, die doet terugdenken aan de hoofdpersoon uit "Ruby Tuesday". Het is niet bekend over welke vrouw het nummer gaat, maar door de beschrijvingen van Jagger wordt gesuggereerd dat dit Carly Simon is.
Aangezien het album Black and Blue werd gebruikt als auditie voor een aantal gitaristen die Mick Taylor, die kort voor de opnamen de band verliet, konden vervangen, speelt Richards geen gitaar op "Memory Motel". In plaats hiervan wordt de elektrische gitaar gespeeld door Harvey Mandel, terwijl Wayne Perkins op de akoestische gitaar te horen is. Jagger, Richards en Billy Preston speelden respectievelijk de akoestische piano, de elektrische piano en de synthesizer op het nummer. Preston is ook te horen als achtergrondzanger, samen met Ron Wood, die uiteindelijk de nieuwe gitarist van de band zou worden. Het nummer werd opgenomen in de Musicland Studios in München in april 1975, terwijl overdubs later in het jaar werden opgenomen.
Alhoewel "Memory Motel" nooit is uitgebracht als single, bleek het een populair nummer. Zo stond het in Nederland jarenlang in de Radio 2 Top 2000, met plaats 980 als hoogste notering. In 1990 nam Jagger een nieuwe versie van het nummer op voor een aflevering van de televisieserie Beyond the Groove, gemaakt door David A. Stewart. Sinds de tournee ter promotie van het album Voodoo Lounge uit 1994 is het nummer tijdens elke tournee ten gehore gebracht. In 1998 verscheen een liveversie van het nummer op het album No Security, waarop Dave Matthews het met Jagger en Richards zong.

## NPO Radio 2 Top 2000
| Nummer met noteringen in de NPO Radio 2 Top 2000 | '04  | '05  | '06  | '07  | '08  | '09  | '10 | '11  | '12  | '13  | '14  | '15  | '16  | '17  |
| ------------------------------------------------ | ---- | ---- | ---- | ---- | ---- | ---- | --- | ---- | ---- | ---- | ---- | ---- | ---- | ---- |
| Memory Motel                                     | 1179 | 1294 | 1302 | 1250 | 1514 | 1302 | 980 | 1312 | 1220 | 1454 | 1469 | 1681 | 1903 | 1994 |

1. ↑  Een vetgedrukt getal geeft de hoogste notering aan.
2. ↑  2004 was het eerste jaar met een notering voor dit nummer.
3. ↑  Deze tabel is bijgewerkt tot en met de laatste editie (2024).